# Bundesanleihe
Un Bundesanleihe és un bo estatal a llarg termini emès per Alemanya. Comunament se'ls anomena Bunds.
Com a bons de govern que són, són un dels instruments financers amb els quals el govern alemany està finançant el seu deute. Els primers bons d'aquest tipus expedits per Alemanya es van col·locar al mercat l'11 de desembre de 1952. Les emissions amb venciments oscil·len entre 10 i 30 anys, encara que de moment és una hipòtesi la possibilitat d'emetre aquests valors amb un venciment de 50 anys, com a França. Els Bundesanleihen difereixen dels "Bons del Govern", anomenats Bobl (de l'alemany Bundesobligation),en el fet que tenen una data de venciment més breu, en general cinc anys. El Bund proporciona un rendiment fix anual (cèdula). Actualment els bons s'emeten en euros i cotitzen a la borsa de valors que indica el percentatge del valor nominal en què es venen.
El Bund és tradicionalment considerat com la referència europea per avaluar l'spread, la diferència de rendiment entre els títols a deu anys emesos pels alemanys, i els seus homòlegs d'altres països europeus.
Prestar diners al govern alemany no es considera molt arriscat i, per tant, és poc remunerat; això es deu al fet que Alemanya és un país generalment fiable als ulls dels operadors financers, amb uns comptes de l'Estat en ordre i amb una política econòmica estable i amb rigor.